# Mariehamn
Mariehamn (/ˈmərɪɛhəmŋ/ⓘ en sueco, en finés: Maarianhamina [ˈmɑːriɑnˌhɑminɑ]) es la capital de la Provincia Autónoma de las Islas de Åland en Finlandia. De la totalidad de sus habitantes, el 84,5% son hablantes suecos, más concretamente sueco fineses, el 4,9 % nativos fineses y un 10,6 % otros idiomas. La ciudad es conocida, sobre todo, como destino de turismo veraniego. Anualmente, unos 1,5 millones de turistas visitan la ciudad y, por tanto, el sector público y los servicios dan trabajo al 60% de los vecinos de la ciudad.

## Historia
La ciudad se fundó en 1861, se la nombró de tal modo en honor de María Alexandrovna, la emperatriz consorte de Alejandro II de Rusia de ahí que su nombre deviene como «Puerto de María» (traducido del sueco). Åland y Mariehamn tienen una gran tradición y fama de navegación. El velero «Pommern» que está anclado en el puerto de Mariehamn, se ha dedicado a museo. El navío neerlandés «Jan Nieveen» (actualmente llamado F.P. von Knorring) también se encuentra aquí.

## Economía
La navegación y el turismo tienen una gran importancia en la economía de la ciudad. Mariehamn está bien comunicada con los países que la rodean. Las grandes líneas de transporte marítimo hacen escala en su puerto, estando comunicada con Estocolmo, Kapellskär, Turku, Helsinki y Tallin. Las grandes empresas de navegación Viking Line, Silja Line y Tallink tienen oficinas en Mariehamn y sus buques hacen escala en su puerto.

## Demografía
| Gráfica de evolución de Mariehamn entre 1980 y 2020 |
|                                                     |

## Lugares de interés
- Museo del velero Pommern
- Museo de Åland
- Parlamento de Åland (Lagtinget)
- Castillo de  Kastelholm

## Ciudades hermanadas
- Kópavogur
- Kragerø
- Kuressaare
- Lomonosov
- Slagelse
- Tórshavn
- Valkeakoski
- Visby